# Offenes Fenster in Collioure
Offenes Fenster in Collioure (frz. Fenêtre ouverte à Collioure) ist ein Gemälde des französischen Malers Henri Matisse. Es entstand 1905 in Collioure in der fauvistischen Periode des Künstlers. 
Gemalt wurde es im Format 55,3 × 46 cm mit Öl auf Leinwand und ist gegenwärtig unter dem Titel Open Window, Collioure in der Sammlung der National Gallery of Art in Washington, D.C. zu sehen. Früherer Eigentümer seit 1952 war der Unternehmer, Kunstsammler und -mäzen John Hay Whitney. 1998 gelangte das Werk als Geschenk der Erben in den Besitz des Museums.

## Bildbeschreibung
Das Bild zeigt ein geöffnetes Fenster in der südfranzösischen Hafenstadt Collioure mit Blick auf ein weites Meer mit Schiffen, die im Hafen liegen. Im Vordergrund sieht man ein rosa-rotes Fenster mit sechs kleinen Teilfensterscheiben. Diese Scheiben spiegeln das Licht in verschiedenen Farben wider. Auf der Fensterbank stehen drei Blumentöpfe mit Blütenpflanzen in unterschiedlichen Farben. Das im Hintergrund abgebildete Meer ist in Rosa-Rot-Farbtönen dargestellt, während am Horizont Grau-Blau-Töne dominieren. Zentral im Bild sind fünf Schiffe zu sehen, die jeweils eine blaue Außen- und eine hölzern rote Innenverkleidung mit rotem Mast aufweisen.

## Bildanalyse
Der Blick des Betrachters wird durch das Fenster in die Richtung des Fluchtpunktes geleitet, der nicht genau definiert ist, aber sich in der Nähe des durch einen violett-blauen Streifen gekennzeichneten Horizonts befindet. Die beiden Fensterflügel sind nach innen geöffnet, was auch ein Grund für das dreidimensionale Erscheinungsbild des Werkes ist und die Zentralperspektive besser kennzeichnet. Das Bild hat einen pastosen (besonders gut im Himmel des Gemäldes zu erkennen), an einigen Stellen auch getupften Farbauftrag (vor allem bei den Blättern) und wird von den Farben Rot und Rosa dominiert. Bedeutende Kontraste sind – wie im Bild gekennzeichnet – die häufig vorkommenden Komplementärkontraste, z. B. an den Blumentöpfen, in den Blumentöpfen oder auf den Segelbooten. Die Wände können als ein Hell-Dunkel-Kontrast erkannt werden. Der Himmel gibt mit dem Fensterbereich einen Warm-Kalt-Kontrast. Schatten sind – außer an der Wand links neben dem Fenster – auch hinter einem Boot zu erkennen. Sonst gibt es keine Schatten, die auf den Sonnenstand oder das Licht im Zimmer hindeuten.

## Geschichte
→ Geburt des Fauvismus in Collioure 1905
Henri Matisse machte 1905 zusammen mit seinem Kollegen André Derain in Collioure Urlaub und war von den Farben der Landschaft so beeindruckt, dass er mehrere Bilder malte. Das Ergebnis seiner Arbeit während dieser so genannten fauvistischen Phase stellte eine Lösung in Form einer flächigen Farbgebung dar, die dem „Zerfließen“ impressionistischer Bilder entgegensteht. Unter anderem riefen die Gemälde von Matisse, Offenes Fenster in Collioure sowie Frau mit Hut, beide aus dem Jahr 1905, auf der Pariser Ausstellung desselben Jahres im Saal VII des Salon d’Automne Empörung von Besuchern und Kunstkritikern hervor und führten damit zum Begriff Fauvismus (frz. fauves = wilde Tiere).
Heute erinnert der Chemin du Fauvisme in Collioure an die dortige Entstehung des Fauvismus: An 20 Stellen des Ortes sind auf einem Rundweg Reproduktionen der dort entstandenen Gemälde der Fauves angebracht.